# اس‌ام یوبی-۳۲
اس‌ام یوبی-۳۲ (به انگلیسی: SM UB-32) یک زیردریایی بود. این زیردریایی در سال ۱۹۱۵ ساخته شد.